# Caleb Wiley
Caleb Wiley (Atlanta, 22 de diciembre de 2004) es un futbolista estadounidense que juega en la demarcación de lateral izquierdo para el Watford F. C. de la EFL Championship.

## Selección nacional
Tras jugar en las categorías inferiores de la selección, finalmente hizo su debut con la selección de fútbol de Estados Unidos el 19 de abril de 2023 en un encuentro amistoso contra México que finalizó con un resultado de empate a uno tras el gol de Jesús Ferreira para el combinado estadounidense, y de Uriel Antuna para México.

## Clubes
| Club                       | País           | Año       | Partidos | Goles |
| -------------------------- | -------------- | --------- | -------- | ----- |
| Atlanta United 2           | Estados Unidos | 2020-2021 | 33       | 0     |
| Atlanta United F. C.       | Estados Unidos | 2022-2024 | 85       | 6     |
| Chelsea F. C.              | Inglaterra     | 2024      | 0        | 0     |
| R. C. Estrasburgo (cedido) | Francia        | 2024-2025 | 6        | 0     |
| Watford F. C. (cedido)     | Inglaterra     | 2025-     | 10       | 0     |